# Styrax nunezii
Styrax nunezii är en storaxväxtart som beskrevs av P.W.Fritsch. Styrax nunezii ingår i släktet Styrax och familjen storaxväxter. Inga underarter finns listade i Catalogue of Life.